# Ха-шомер ха-цаир

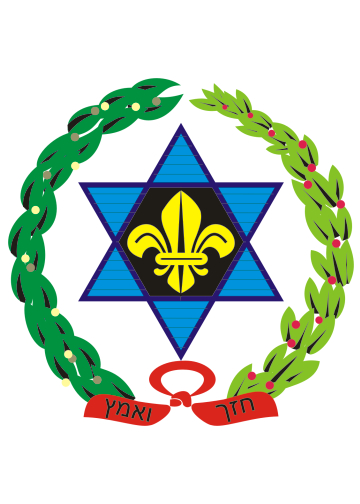
Эмблема организации: геральдическая лилия в центре маген Давида, внизу — завязанный узлом красный галстук, на двух (из трёх) концах которого написано «сила и крепость», обрамление из двух ветвей

Ха-шоме́р ха-цаи́р (от ивр. הַשּׁוֹמֵר הַצָּעִיר‎ — «юный страж») — одна из сионистских всемирных молодёжных организаций левой ориентации. Движение было основано в 1916 году как еврейский аналог скаутских организаций, получивших широкое распространение в то время. Изначально создавалось по инициативе и при поддержке еврейского агентства «Сохнут», целью которого была подготовка еврейской молодёжи к переселению в Эрец-Исраэль и кибуцной жизни. В качестве базовых ценностей движения декларировались принципы социалистического сионизма, совмещавшего сионизм с социал-демократией.
Участники движения организуются в кены (территориальные отделения, букв. «гнездо») по географическому принципу. Для участников движения установлена форма скаутского образца — синяя рубашка с белым скаутским шнуром.

## История движения
Первый съезд движения состоялся 22 июля 1918 года в Тарнове (Австро-Венгрия), второй прошёл во Львове в 1920 году. Одним из двух его предшественников выступали отряды Ха-шомер.
В СССР деятельность движения была окончательно запрещена в 1927 году, а значительная часть его активистов подверглась репрессиям.
На протяжении истории существования движения отдельные его группы придерживались марксистской идеологии, иногда примыкали к различным леворадикальным течениям. В 1930-е годы Ха-шомер ха-цаир (наряду с партией МАПАЙ) принадлежал к левосоциалистическому международному бюро революционного социалистического единства (также известному как «Лондонское бюро» или «3½ интернационал»), отвергавшему ортодоксию как социалистического рабочего интернационала (социал-демократов), так и Коминтерна.
К началу Второй мировой войны в 1939 году движение насчитывало 70 000 человек по всему миру. Во время войны они участвовали в Движении сопротивления в Польше, Венгрии, Румынии, Литве и Словакии. В дни восстания в Варшавском гетто местной организацией движения, входившей в Антифашистский фронт, были сформированы боевые отряды (Еврейская боевая организация), которые продолжали борьбу и после подавления восстания. Само восстание возглавлял молодой социалист Мордехай Анелевич из Ха-шомер ха-цаир.
Движение послужило основой и кадровым резервом для создания в Израиле в дальнейшем ряда отдельных общественных и политических структур: поселенческого движения Ха-кибуц ха-арци, издательств «Сифрият ха-поалим» и «Цавта», политических движений:
- Социалистическая лига
- Партия «Ха-шомер ха-цаир»
- МАПАМ («Рабочая партия»)
- МЕРЕЦ
- Троцкистская Революционная коммунистическая лига

## Музей движения
В настоящее время в Гиват Хавива (Израиль) существует музей движения. Постоянная экспозиция музея состоит из нескольких разделов:
- участники движения как общественное и культурное явление;
- направления деятельности движения;
- идеологическая основа движения;
- деятельность в развитии еврейских поселений;
- роль движения в безопасности и обороне границ государства;
- участники движения во время Катастрофы;
- мемориальная комната.

Наряду с постоянной экспозицией в музее действуют временные выставки.

## Известные участники движения
- Мордехай Анелевич
- Менахем Бегин (перешёл в Бейтар)
- Иссер Харель (перешёл в Бейтар)
- Тони Клифф (перешёл в Революционную коммунистическую лигу)
- Эрнест Мандель (перешёл в бельгийскую секцию Четвёртого интернационала)
- Меир Вильнер (перешёл в Коммунистическую партию Израиля)
- Леопольд Треппер
- Манес Шпербер
- Бенни Моррис
- Арик Айнштейн
- Роза Робота
- Ицхак Рабинович